# カープ道
『カープ道』（カープどう）は、2015年7月18日（地上波放送開始は2016年4月16日）から広島ホームテレビで木曜（水曜深夜）に放送されているスポーツバラエティ番組。最新回は『ぽるぽる動画』で見逃し配信を一定期間行っていた。ぽるぽる動画での見逃し配信は終了しYoutube配信に移行したが2021年に終了した。

## 概要
2015年7月18日、YouTubeの広島ホームテレビチャンネルでのインターネット配信番組『カープ道』として番組スタート（不定期配信）。第1回配信は「カープ実況を楽しむ方法①」 講師：榮真樹（広島ホームテレビアナウンサー）。
番組の題字は鴨山友絵が担当した。
YouTubeでのインターネット配信から地上波 広島ホームテレビでの第1・3・5土曜深夜月3回放送に移行。2016年4月16日より放送開始。
2016年4月、TOKYO MXのサイマル配信 エムキャスに広島ホームテレビのぽるぽるTVを追加、『カープ道』などを配信。
2016年11月5日、カープ優勝パレードの前の午前9時から10時30分にぽるぽるLIVEで『カープ道』を生配信。
2017年4月からよなよなテレビ枠に移動し、『鯉のはなシアター』の後、木曜0時35分（水曜深夜）に放送。
『鯉のはなシアター』が充電で休止に入った後の2017年12月から放送時間昇格し、木曜0時15分（水曜深夜）に放送。
ぽるフェスなどイベント会場で公開収録を行うことがある。
『鯉のはなシアター』支配人 桝本壮志とコラボを行うことがある。
2017年11月、メガ・エッグ シアター with U-NEXTが、広島ホームテレビの『カープ道』をはじめとした6作品の配信を開始。
2017年12月29日、カープ道SP『祈！3連覇 カープ道、やっちゃいましたSP』を放送。
2018年2月、日南キャンプからぽるぽるLIVEで生配信を行った。
2018年5月23日、広島県が『カープ道』とコラボレーションし、カープ道×ひろしま県民テレビ特別番組『広島県はメキシコとアミーゴ』を放送（『カープ道』の後に放送）。今後、広島県の情報を伝える特別番組を不定期で放送。
広島東洋カープ以外を扱った同様のフォーマットによる関連番組として、『eスポーツ道』『高校野球道』を放送することがある。

## 出演者
- 生徒（MC）：中島尚樹
- 講師：ゲストを毎回迎える
- 生徒ゲストもたまに迎える

### YouTube 広島ホームテレビチャンネル 時代
| 配信日         | 内容                                         | 講師                                        |
| -------------- | -------------------------------------------- | ------------------------------------------- |
| 2015年07月18日 | #1 「カープ実況を楽しむ方法①」               | 広島ホームテレビアナウンサー 榮真樹         |
| 2015年07月19日 | #2 「カープグッズ売り時、買い時①」           | セレクション山田（プロ野球グッズ鑑定士）    |
|                | #3 「カープ実況を楽しむ方法②」               | 広島ホームテレビアナウンサー 榮真樹         |
|                | #4 「カープグッズ売り時、買い時②」           | セレクション山田（プロ野球グッズ鑑定士）    |
|                | #5 「カープ応援団のイロハ①」                 | 新藤邦憲（広島東洋カープ私設応援団 会長）   |
|                | #6 「ユーティリティープレーヤーの引退後①」   | 木下富雄（カープOB）                        |
|                | #7 「カープ応援団のイロハ②」                 | 新藤邦憲（広島東洋カープ私設応援団 会長）   |
|                | #8 「ユーティリティープレーヤーの引退後②」   | 木下富雄（カープOB）                        |
|                | #9 「カープ選手の家族の事情①」               | 梵大英（専法寺 副住職）                     |
|                | #10 「カープと伝説の散髪屋①」                | 伝説の散髪屋 広瀬光人（ヘアーサロン十日市） |
|                | #11 「カープ選手の家族の事情②」              | 梵大英（専法寺 副住職）                     |
|                | #12 「カープと伝説の散髪屋②」                | 伝説の散髪屋 広瀬光人（ヘアーサロン十日市） |
|                | #13 「わたしと太田川①」                      | 安仁屋宗八（カープOB）                      |
|                | #14 「野球選手のトレーニング論①」            | （株）アスリート代表取締役 平岡洋二         |
|                | #15 「わたしと太田川②」                      | 安仁屋宗八（カープOB）                      |
|                | #16 「野球選手のトレーニング論②」            | （株）アスリート代表取締役 平岡洋二         |
|                | #17 「野球選手の妻 ①」                       | 元広島ホームテレビアナウンサー 天谷奏子     |
|                | #18 「野球選手の妻 ②」                       | 元広島ホームテレビアナウンサー 天谷奏子     |
|                | #19 「ミスター完全試合 ①」                   | 外木場義郎（カープOB）                      |
|                | #20 「ミスター完全試合 ②」                   | 外木場義郎（カープOB）                      |
|                | #21 「200勝投手の作り方 ①」                  | 北別府学（カープOB）                        |
|                | #22 「200勝投手の作り方 ②」                  | 北別府学（カープOB）                        |
|                | #23 「修学旅行〜日南キャンプの楽しみ方〜#1」 | 広島ホームテレビアナウンサー 吉弘翔         |
|                | #24 「修学旅行〜日南キャンプの楽しみ方〜#2」 | 広島ホームテレビアナウンサー 吉弘翔         |
|                | #25 「カープゆかりの日南グルメ巡り#1」       | 日南の飲食店                                |
| 2016年03月     | #26 「カープゆかりの日南グルメ巡り#2」       | 日南の飲食店                                |

### 土曜深夜（月3回） 時代
| 放送日         | 内容                                                                           | 講師 |
| -------------- | ------------------------------------------------------------------------------ | --- |
| 2016年04月16日 | #27「助っ人外国人を支える通訳術」                                              | 広島東洋カープ通訳 西村公良 |
| 2016年04月30日 | #28「カープ坊やを100倍愛する方法」                                             | カープ坊やの生みの親 ガリバー岡崎（イラストレーター） |
| 2016年05月07日 | #29「カープ女子と呼ばれて」                                                    | 大井智保子（カープ女子神3） |
| 2016年05月21日 | #30「カープ取材論」                                                            | 広島ホームテレビ 土屋誠 |
| 2016年06月04日 | #31「カープ芸人と呼ばれて」                                                    | ザ･ギース尾関高文 |
| 2016年06月18日 | #32「元選手に会える店」                                                        | |
| 2016年07月16日 | #33「日本一!?気が早いカープ優勝確信SP「赤ヘルの寅さんが語る カープV6の真実」」 | 赤ヘルの寅さん 西田真二（カープOB） |
| 2016年07月30日 | #34「やっぱりナマが1番！球場観戦の秘密」                                       | 球場演出担当 上薗真 |
| 2016年08月06日 | #35「カープ道SP 野球学〜高校野球編〜」                                         | 渡部建（アンジャッシュ） |
| 2016年08月20日 | #36「ファン必読！やっぱりスポーツ紙は面白い」                                  | デイリースポーツ編集局 岩本隆 |
| 2016年09月03日 | #37「先生直伝！優勝決定の瞬間、こう迎えようSP」                                | 新藤邦憲（広島東洋カープ私設応援団 会長）、木下富雄（カープOB）、榮真樹（広島ホームテレビアナウンサー） |
| 2016年09月17日 | #38「カープ芸人が激論!優勝の○○!」                                              | ボールボーイ佐竹佑一、ザ・ギース尾関高文 |
| 2016年09月24日 | #39「真っ赤で激しいカープ愛SP」                                                | 新藤邦憲（広島東洋カープ私設応援団 会長）、大井智保子（カープ女子神3）、土屋誠（広島ホームテレビ）、榮真樹（広島ホームテレビアナウンサー）、吉弘翔（広島ホームテレビアナウンサー）、梵大英（専法寺 副住職）、岩本隆（デイリースポーツ編集局）、広瀬光人（ヘアーサロン十日市）、山下秀光（日南市 百野焼肉店スタッフ） |
| 2016年10月15日 | #40「大胆予想！カープ道的ドラフト論」                                          | 「野球太郎」編集長 持木秀仁 |
| 2016年10月29日 | #41「夜の街でも応援!カープオネエの主張」                                       | オネエ界一のカープ通 リエママ |
| 2016年11月05日 | #42「チームを支えて40年 カープトラックドライバー論」                           | 元カープ用具運搬専属ドライバー 前真澄 |
| 2016年11月19日 | #43「あなたはまだまだ知らない!設計の担当者が語るズムスタ徹底解剖SP」           | 広島市役所 球場設計の担当者 日高洋 |
| 2016年12月03日 | #44「あなたはまだまだ知らない!設計の担当者が語るズムスタ徹底解剖SP 第2弾」     | 広島市役所 球場設計の担当者 日高洋 |
| 2016年12月17日 | #45「カープ総決算!前田先生登場SP」                                             | 広島ホームテレビプロ野球解説者 前田智徳（カープOB） |
| 2017年01月01日 | #46「新春SP カープが優勝したのに声が掛からなかった芸人集合」                   | - 講師：ザ･ギース尾関高文 - 生徒（ゲスト）：ガリガリガリクソン、アマレス兄弟、三日月マンハッタン又吉隆行、イーちゃん（マリア）、おいらがくさか |
| 2017年01月07日 | Istyle presents「カープ道」 野球教室編                                         | 広島東洋カープ 九里亜蓮投手・岩本貴裕選手 |
| 2017年01月07日 | #47「カープが優勝したのに声が掛からなかった芸人集合 〜後半戦〜」               | - 講師：ザ･ギース尾関高文 - 生徒（ゲスト）：ガリガリガリクソン、アマレス兄弟、三日月マンハッタン又吉隆行、イーちゃん（マリア）、おいらがくさか |
| 2017年01月21日 | #48「世界も驚愕！成長し続けるカープ経済」                                      | 経済金融評論家 ぐっちーさん |
| 2017年02月04日 | #49「名球界2人を支えた男が伝授〜理に適った体の操り方〜」                       | パフォーマンス・コーディネーター 手塚一志 |
| 2017年02月18日 | #50「カープ2次キャンプ地沖縄 課外授業」                                        | ザ･ギース尾関高文 |
| 2017年03月04日 | #51「一流選手を見極める!カープスカウト論」                                     | 広島東洋カープ スカウト部 尾形佳紀 |
| 2017年03月18日 | #52「元選手に会える店〜第2弾〜飲食店のススメ」                                 | 広島東洋カープOB 実業家 金石昭人 |
| 2017年04月01日 | #53「ズムスタ観戦のススメ」                                                    | 広島市役所 球場設計の担当者 日高洋、元球場演者担当 上薗真 |

### よなよなテレビ水曜 時代1
| 放送日         | 内容                                                                | 講師                                                           |
| -------------- | ------------------------------------------------------------------- | -------------------------------------------------------------- |
| 2017年04月05日 | #54「カープ中継がさらに楽しくなる野球実況論」                       | 広島ホームテレビアナウンサー 廣瀬隼也                          |
| 2017年04月12日 | #55「カープ中継がさらに楽しくなる野球実況論 第2弾」                 | 広島ホームテレビアナウンサー 廣瀬隼也                          |
| 2017年04月19日 | #56「いでよ若鯉!由宇練習場巡り」                                    | ザ･ギース尾関高文                                              |
| 2017年04月26日 | #57「CARPTIMES 選手の素顔を伝えるには?」                            | 中国新聞社 迫佳恵                                              |
| 2017年05月03日 | #58「こんな強すぎるカープは嫌いだ」                                 | ジャイアンツ芸人 ねづっち、ヤクルト芸人 ラブレターズ溜口佑太朗 |
| 2017年05月10日 | #59「必見！ズムスタ熱狂の映像論」                                   | モンブラン・ピクチャーズ 猪口大樹                              |
| 2017年05月17日 | #60「カープ一色の街で他球団の皆さんも楽しめる??」                   | ねづっち、ラブレターズ溜口佑太朗                               |
| 2017年05月24日 | #61「やっぱりカープは凄い!?12球団ファンクラブ比較論①」              | 12球団ファンクラブ評論家 長谷川晶一                            |
| 2017年05月31日 | #62「やっぱりカープは凄い!?12球団ファンクラブ比較論②」              | 12球団ファンクラブ評論家 長谷川晶一                            |
| 2017年06月07日 | #63「こんな強すぎるカープは嫌いだ！ 2回表」                         | 松村邦洋、ザ･ギース尾関高文                                    |
| 2017年06月14日 | #64「こんな強すぎるカープは嫌いだ! 2回裏」                          | 松村邦洋、ザ･ギース尾関高文                                    |
| 2017年06月21日 | #65「数学で分かるカープ最強論」                                     | 広島工業大学工学部准教授 数学博士 谷口哲至                     |
| 2017年06月28日 | #66「カープユニフォーム 日本球界最強論①」                           | コラムニスト 綱島理友                                          |
| 2017年07月05日 | #67「カープユニフォーム 日本球界最強論②」                           | コラムニスト 綱島理友                                          |
| 2017年07月12日 | #68「鯉と恋の両立論」                                               | さいねい龍二                                                   |
| 2017年07月19日 | #69「高卒ドラ1年生語る!夢の甲子園へ...汗と涙の野球論①」             | カープ高卒ドラ1 鈴木将光                                       |
| 2017年08月02日 | #70「高卒ドラ1年生語る!夢の甲子園へ...汗と涙の野球論②」             | カープ高卒ドラ1 鈴木将光                                       |
| 2017年08月09日 | 夏休み厳選スペシャル「カープ中継がさらに楽しくなる野球実況論」      | 広島ホームテレビアナウンサー 廣瀬隼也                          |
| 2017年08月16日 | 夏休み厳選スペシャル「一流選手を見極める!カープスカウト論」         | 広島東洋カープ スカウト部 尾形佳紀                             |
| 2017年08月23日 | #71「カープ愛が深すぎる!グッズコレクター論 1回戦」                  | 鯉のはなシアター支配人 桝本壮志                                |
| 2017年08月30日 | #72「だから鯉党はやめられない 1回戦」                               | - 講師：山本圭壱（極楽とんぼ） - 生徒（ゲスト）・菜乃花        |
| 2017年09月06日 | #73「だから鯉党はやめられない 2回戦」                               | - 講師：山本圭壱（極楽とんぼ） - 生徒（ゲスト）・菜乃花        |
| 2017年09月13日 | #74「カープ愛が深すぎる!グッズコレクター論 2回戦」                  | 鯉のはなシアター支配人 桝本壮志                                |
| 2017年09月20日 | #75「カープ愛が深すぎる!グッズコレクター論 3回戦」                  | 鯉のはなシアター支配人 桝本壮志                                |
| 2017年09月27日 | #76「目指せ学力UP!中国新聞カープ検定集中講座 1回戦」                | 鯉のはなシアター支配人 桝本壮志                                |
| 2017年10月04日 | #77「目指せ学力UP!中国新聞カープ検定集中講座 2回戦」                | 鯉のはなシアター支配人 桝本壮志                                |
| 2017年10月06日 | 優勝特番「広島最遅!?優勝特番！ 祝！カープV8というより目指せ日本一」 | ザ･ギース尾関高文、広島ホームテレビアナウンサー 廣瀬隼也       |
| 2017年10月11日 | #78「声に出して読みたい!プロ野球語論 1回戦」                        | 12球団ファンクラブ評論家 長谷川晶一                            |
| 2017年10月18日 | #79「声に出して読みたい!プロ野球語論 2回戦」                        | 12球団ファンクラブ評論家 長谷川晶一                            |
| 2017年10月25日 | #80「大胆予想!『カープ道』的ドラフト論2017」                        | 「野球太郎」編集長 持木秀仁                                    |
| 2017年11月01日 | #81「カープは「食」も凄い!球場グルメ編 1回戦」                      | 漫画家 渡辺保裕                                                |
| 2017年11月08日 | #82「カープは「食」も凄い!球場グルメ編 2回戦」                      | 漫画家 渡辺保裕                                                |
| 2017年11月15日 | #83「鯉戦士プレイバック!高校野球取材論」                            | 朝日新聞 編集委員 安藤嘉浩                                     |
| 2017年11月22日 | #84 HOMEぽるフェス公開収録 「2017年カープ総決算」                   | ラフレクラン西村真二、ザ･ギース尾関高文                        |
| 2017年11月29日 | #85「黄金期到来!レッド流野球の楽しみ方」                            | レッド吉田、杉原杏璃                                           |

### よなよなテレビ水曜 時代2
| 放送日         | 内容 | 講師 |
| -------------- | --- | --- |
| 2017年12月06日 | #86「鯉党とG党が論戦!プレイバック2017」                                                                                            | ねづっち、ザ・ギース尾関高文 |
| 2017年12月13日 | #87「来季どうなる? Carp3連覇への提言」                                                                                             | 山本圭壱（極楽とんぼ）、広島ホームテレビプロ野球解説者 北別府学（カープOB） |
| 2017年12月20日 | 年末厳選SP「声に出して読みたい!プロ野球語論 1回戦」                                                                                | 12球団ファンクラブ評論家 長谷川晶一 |
| 2017年12月29日 | 年末特番「祈!3連覇 カープ道､やっちゃいましたSP」 ・それでもオファーがなかったカープ芸人 ・日本シリーズ進出はするだろうと先走り企画 | - ＜それでもオファーがなかったカープ芸人＞ザ・ギース尾関高文、アマレス兄弟、イーちゃん、おいらがくさか、くぼた隆政、市民球場山本 - ＜日本シリーズ進出はするだろうと先走り企画＞岡本先生          |
| 2018年01月10日 | #88「名スカウトが語る!2018カープ戦力分析 1回戦」                                                                                   | 広島東洋カープスカウト 尾形佳紀 |
| 2018年01月17日 | #89「名スカウトが語る!2018カープ戦力分析 2回戦」                                                                                   | 広島東洋カープスカウト 尾形佳紀 |
| 2018年01月24日 | 「連覇したけど呼ばれなかった芸人大集合スピンオフ」                                                                                 | ザ・ギース尾関高文、アマレス兄弟、イーちゃん、おいらがくさか、くぼた隆政、市民球場山本 |
| 2018年01月31日 | #90「選手を影で支える"バット論" 1回戦」                                                                                            | - ＜1回戦・2回戦＞バットクラフトマン（バット職人） 名和民夫 ミズノテクニクス（株） - ＜2回戦のみ＞バット企画担当 三上大智 ミズノテクニクス（株）                                                 |
| 2018年02月07日 | #91「選手を影で支える"バット論" 2回戦」                                                                                            | - ＜1回戦・2回戦＞バットクラフトマン（バット職人） 名和民夫 ミズノテクニクス（株） - ＜2回戦のみ＞バット企画担当 三上大智 ミズノテクニクス（株）                                                 |
| 2018年02月14日 | カープは「食」も凄い！球場グルメ論プレイバック                                                                                     | 漫画家 渡辺保裕 |
| 2018年02月21日 | 「カープ愛が深すぎる!グッズコレクター論プレイバック」                                                                              | 鯉のはなシアター支配人 桝本壮志 |
| 2018年02月28日 | 「ど・ど・どーなる?今季カープの戦い方を占う」                                                                                      | シソンヌ、梵大英（専法寺 副住職） |
| 2018年03月07日 | #92「神田流 Carp歴代優勝監督論 1回戦」                                                                                             | フリーアナウンサー 神田康秋（元テレビ新広島アナウンサー） |
| 2018年03月14日 | #93「神田流 Carp歴代優勝監督論 2回戦」                                                                                             | フリーアナウンサー 神田康秋（元テレビ新広島アナウンサー） |
| 2018年03月21日 | #94「カープ最強打線を支えるBP論 1回戦」                                                                                            | 広島東洋カープ 打撃投手 山下直明 |
| 2018年03月28日 | #95「カープ最強打線を支えるBP論 2回戦」                                                                                            | 広島東洋カープ 打撃投手 山下直明 |
| 2018年04月04日 | #96「輝かせたい!名脇役列伝」 | - 講師：鯉のはなシアター支配人 桝本壮志 - 生徒（ゲスト）：山本圭一（極楽とんぼ）、尾関高文（ザ・ギース）                                                                                         |
| 2018年04月11日 | #97 木村昇吾流「男の生き様」 | クリケット選手 木村昇吾（カープOB） |
| 2018年04月18日 | #98 夢を叶える「出会い」論 1回戦                                                                                                   | - 講師：アップセット 小野章吾 - 生徒（ゲスト）：みみよりライブ 5up! メインパーソナリティ 松本裕見子                                                                                              |
| 2018年04月25日 | #99 夢を叶える「出会い」論 2回戦                                                                                                   | - 講師：アップセット 小野章吾 - 生徒（ゲスト）：みみよりライブ 5up! メインパーソナリティ 松本裕見子                                                                                              |
| 2018年05月02日 | #100 「カープ中継を見たくなる！ワクワク実況論 1回戦」                                                                              | 広島ホームテレビアナウンサー 吉弘翔 |
| 2018年05月09日 | #101 「カープ中継を見たくなる！ワクワク実況論 2回戦」                                                                              | 広島ホームテレビアナウンサー 吉弘翔 |
| 2018年05月16日 | #102 木村昇吾流「男の生き様」第2弾                                                                                                 | クリケット選手 木村昇吾（カープOB） |
| 2018年05月23日 | #103 「カープマイナー外国人列伝 1回戦」                                                                                            | フリーライター 小林雄二 |
| 2018年05月30日 | #104 「カープマイナー外国人列伝 2回戦」                                                                                            | フリーライター 小林雄二 |
| 2018年06月06日 | #105 「ソフトバンクホークス戦直前！敵地視察で℃℃℃ 1回戦」                                                                           | 岡本先生 |
| 2018年06月13日 | #106 「ソフトバンクホークス戦直前！敵地視察で℃℃℃ 2回戦」                                                                           | 岡本先生 |
| 2018年06月20日 | #107 「祝10周年！スタジアム徹底解剖 1回戦」                                                                                        | 広島市役所 球場設計の担当者 日高洋 |
| 2018年06月27日 | #108 「祝10周年！スタジアム徹底解剖 2回戦」                                                                                        | 広島ホームテレビアナウンサー 吉弘翔 |
| 2018年07月04日 | #109 「時計で見る名選手論」 | フリーライター キビタキビオ |
| 2018年07月18日 | 高校野球道 「100回大会記念〜激闘、広島列伝」                                                                                       | 朝日新聞 編集委員 安藤嘉浩、高校野球通芸人 かみじょうたけし |
| 2018年07月25日 | #110 「Carp選手が刻んだ夏の記憶」                                                                                                  | 朝日新聞 編集委員 安藤嘉浩、高校野球通芸人 かみじょうたけし |
| 2018年07月31日 | #111「カープ芸人が振り返る！2018前半戦プレイバック」                                                                               | 尾関高文（ザ・ギース）、（アマレス兄弟）、くぼた隆政（いち・もく・さん） |
| 2018年08月01日 | 高校野球道 「聖地甲子園めぐり」 | 高校野球通芸人 かみじょうたけし |
| 2018年08月08日 | #112 「100回記念大会 甲子園を知る男 高卒ドラ1が語る 涙と汗の野球論」                                                               | 鈴木将光（カープOB） |
| 2018年08月15日 | #113 出身校から見る「選手分析論」                                                                                                  | フリーライター 菊地選手（菊地高弘） |
| 2018年08月22日 | #114 「あの人にファンになって貰いたい1回戦」                                                                                       | - ＜1回戦・2回戦＞ゲスト：山本圭壱（極楽とんぼ）、田村淳（ロンドンブーツ1号2号） - ＜1回戦のみ＞カープ女子神3（大井智保子、吉田ちさこ、天野恵） - ＜2回戦のみ＞講師：経済金融評論家 ぐっちーさん |
| 2018年08月29日 | #115 「あの人にファンになって貰いたい2回戦」                                                                                       | - ＜1回戦・2回戦＞ゲスト：山本圭壱（極楽とんぼ）、田村淳（ロンドンブーツ1号2号） - ＜1回戦のみ＞カープ女子神3（大井智保子、吉田ちさこ、天野恵） - ＜2回戦のみ＞講師：経済金融評論家 ぐっちーさん |
| 2018年09月05日 | 新井選手引退表明SP | |
| 2018年09月12日 | #116 「歴史が裏づけ!スゴイぞ広島＆カープ論 1回戦」                                                                                 | フリーライター 小林雄二 |
| 2018年09月19日 | #117 「歴史が裏づけ!スゴイぞ広島＆カープ論 2回戦」                                                                                 | フリーライター 小林雄二 |

### よなよなテレビ水曜 時代3
| 放送日         | 内容                                                                                  | 講師 |
| -------------- | ------------------------------------------------------------------------------------- | --- |
| 2018年10月03日 | #118「文春野球コラムペナントレース」                                                  | 文春野球コラムコミッショナー 村瀬秀信 |
| 2018年10月10日 | #119「マニアックカープあるある」                                                      | イラストレーター オギリマ サホ |
| 2018年10月17日 | #120「祝3連覇！目指せ日本一 ひと足早く日本一になった人から金言いただきます」          | 取材先 - 伊原政宏（なわとび日本一） - お好みハウスしずま（キャベツの量日本一!?） - 広島会計学院専門学校（電卓日本一） - チューリップ（生産量日本一の広島針） |
| 2018年10月24日 | #121「胆予想！カープ道的ドラフト論2018」                                              | 「野球太郎」編集長 持木秀仁 |
| 2018年10月26日 | 「日本シリーズ直前〜日本一になることしか考えてないSP〜」                              | ゲスト：岡本先生 |
| 2018年11月07日 | #122「あの人にファンになって貰いたい第2弾 1回戦」                                     | - ＜1回戦・2回戦＞ゲスト：山本圭壱・加藤浩次（極楽とんぼ） - ＜1回戦のみ＞カープ愛溢れるゲスト：ポップジャパン、ヘアーサロン十日市 広瀬光人、ザメディアジョンプレス 石川淑直、街角探検家 飯田眞三 |
| 2018年11月14日 | #123「あの人にファンになって貰いたい第2弾 2回戦」                                     | - ＜1回戦・2回戦＞ゲスト：山本圭壱・加藤浩次（極楽とんぼ） - ＜1回戦のみ＞カープ愛溢れるゲスト：ポップジャパン、ヘアーサロン十日市 広瀬光人、ザメディアジョンプレス 石川淑直、街角探検家 飯田眞三 |
| 2018年11月21日 | #124「レジェンド実況アナ大集合 1回戦」                                                | - ＜1回戦・2回戦＞鈴木信宏（元中国放送アナウンサー）、加藤進（元広島テレビアナウンサー）、神田康秋（元テレビ新広島アナウンサー）、清永敏裕（元広島ホームテレビアナウンサー） - ＜2回戦のみ＞広島ホームテレビアナウンサー吉弘翔 |
| 2018年11月28日 | #125「レジェンド実況アナ大集合 2回戦」                                                | - ＜1回戦・2回戦＞鈴木信宏（元中国放送アナウンサー）、加藤進（元広島テレビアナウンサー）、神田康秋（元テレビ新広島アナウンサー）、清永敏裕（元広島ホームテレビアナウンサー） - ＜2回戦のみ＞広島ホームテレビアナウンサー吉弘翔 |
| 2018年11月28日 | #126「2018ドラフト大反省会&eBASEBALLパワプロ･プロリーグ」                             | 持木秀仁（「野球太郎」編集長） |
| 2018年12月12日 | #127「2018セ･リーグ芸人大集合!こんな強すぎるCarpは嫌いだ 1回戦」                      | - ＜1回戦・2回戦＞尾関高文（ザ･ギース）､溜口佑太朗（ラブレターズ）､ねづっち､吉川正洋（ダーリンハニー）､つぶやきシロー､マネモト - ＜2回戦のみ＞山中秀樹（元フジテレビアナウンサー、プライベートで観覧希望に応募して当選し客席にいたところを登壇） |
| 2018年12月19日 | #128「2018セ･リーグ芸人大集合!こんな強すぎるCarpは嫌いだ 2回戦」                      | - ＜1回戦・2回戦＞尾関高文（ザ･ギース）､溜口佑太朗（ラブレターズ）､ねづっち､吉川正洋（ダーリンハニー）､つぶやきシロー､マネモト - ＜2回戦のみ＞山中秀樹（元フジテレビアナウンサー、プライベートで観覧希望に応募して当選し客席にいたところを登壇） |
| 2018年12月26日 | ありがとう新井さんSP                                                                  | 手塚一志（上達屋）、ぐっちー先生（経済金融評論家）、平川洋二（アスリート）、名和民生（ミズノバット職人）、伊原政宏（なわとび日本一）、土屋誠（広島ホームテレビ）、新丼貴浩 |
| 2019年01月05日 | カープ道SP HOLA（オラ）!ドミニカ 〜鯉魂あふれる灼熱の島へ行ってきたぞ!〜              | 尾関高文（ザ･ギース）、広島ホームテレビアナウンサー吉弘翔 |
| 2019年01月09日 | 3連覇したけど呼ばれなかった芸人 前半戦                                                | ゲスト：尾関高文（ザ・ギース）、西村真二（ラフレクラン）、アマレス兄弟、マリア イーちゃん、くぼた隆政（いち・もく・さん）、おいらがくさか |
| 2019年01月16日 | 3連覇したけど呼ばれなかった芸人 後半戦                                                | ゲスト：尾関高文（ザ・ギース）、西村真二（ラフレクラン）、アマレス兄弟、マリア イーちゃん、くぼた隆政（いち・もく・さん）、おいらがくさか |
| 2019年01月23日 | ドミニカこぼれ話                                                                      | 広島ホームテレビアナウンサー吉弘翔、尾関高文（ザ・ギース） |
| 2019年01月30日 | #129「カープファンに送る”長野久義 論”」                                               | ライター兼デザイナー プロ野球死亡遊戯（中溝康隆） |
| 2019年02月13日 | #130「カープ道的日南めぐり」                                                          | 広島ホームテレビスポーツ記者 土屋誠 |
| 2019年02月20日 | #131「教えて!!カープ女子の皆さん、今シーズンの楽しみ方 前半戦」                       | フリーアナウンサー 津島亜由子、フリーアナウンサー 杉岡沙絵子（マツダスタジアム初代ホームランガール）、フリーアナウンサー 楪望（元広島ホームテレビアナウンサー） |
| 2019年02月27日 | #132「教えて!!カープ女子の皆さん、今シーズンの楽しみ方 後半戦」                       | フリーアナウンサー 津島亜由子、フリーアナウンサー 杉岡沙絵子（マツダスタジアム初代ホームランガール）、フリーアナウンサー 楪望（元広島ホームテレビアナウンサー） |
| 2019年03月06日 | #133「ジャクソンさんぽ 1回戦」                                                        | ジェイ・ジャクソン（元広島東洋カープ投手） |
| 2019年03月13日 | #134「ジャクソンさんぽ 2回戦」                                                        | ジェイ・ジャクソン（元広島東洋カープ投手） |
| 2019年03月20日 | #135「スポーツ紙記者大集合!ペナント大胆予想2019前半戦」                               | ゲスト：前原淳（日刊スポーツ）、柏村翔（サンケイスポーツ）、田中哲（デイリースポーツ）、河合洋介（スポーツニッポン）、田中昌宏（スポーツ報知） |
| 2019年03月20日 | #136「スポーツ紙記者大集合!ペナント大胆予想2019後半戦」                               | ゲスト：前原淳（日刊スポーツ）、柏村翔（サンケイスポーツ）、田中哲（デイリースポーツ）、河合洋介（スポーツニッポン）、田中昌宏（スポーツ報知） |
| 2019年04月03日 | #137「ひと足早く開幕!ファームのココが面白い」                                         | ボールボーイ佐竹佑一 |
| 2019年04月10日 | #138「鯉党×燕党が論戦!?どーなる今季のCARP」                                           | ゲスト：磯山さやか、尾関高文（ザ・ギース） |
| 2019年04月17日 | #139「カープ道的!!カープ平成史を振り返る!前半戦」                                     | ゲスト：金石昭人、山本圭壱（極楽とんぼ）、尾関高文（ザ・ギース）、フリーアナウンサー 楪望 |
| 2019年04月24日 | #140「カープ道的!!カープ平成史を振り返る!後半戦」                                     | ゲスト：金石昭人、山本圭壱（極楽とんぼ）、尾関高文（ザ・ギース）、フリーアナウンサー 楪望 |
| 2019年05月08日 | #141「令和○年、未来のカープを妄想しよう」                                             | 尾関高文 (ザ・ギース）、西村真二（ラフレクラン）、楪望（フリーアナウンサー）、新丼貴浩 |
| 2019年05月15日 | #142「あの人にファンになって貰いたい 第3弾 1回戦」                                    | - ゲスト：遠藤章造（ココリコ）、山本圭壱（極楽とんぼ） - ＜1回戦のみ＞あらきあきゆき |
| 2019年05月22日 | #143「あの人にファンになって貰いたい 第3弾 2回戦」                                    | - ゲスト：遠藤章造（ココリコ）、山本圭壱（極楽とんぼ） - ＜1回戦のみ＞あらきあきゆき |
| 2019年05月29日 | #144「今こそ語り尽くそう!愛しのカープ論」                                             | ゲスト：堂珍嘉邦（CHEMISTRY）、津島亜由子（フリーアナウンサー） |
| 2019年06月05日 | #145「あの選手 今何してる!?エルドレッド前編」                                         | ゲスト：ブラッド・エルドレッド（元広島東洋カープ） |
| 2019年06月12日 | #146「あの選手 今何してる!?エルドレッド後編」                                         | ゲスト：ブラッド・エルドレッド（元広島東洋カープ） |
| 2019年06月29日 | 「あの選手 今何してる?エルドレッド総集編」                                            | ゲスト：ブラッド・エルドレッド（元広島東洋カープ） |
| 2019年07月03日 | #148「第1回選抜!カープ胸キュンナイン」                                                | ゲスト：尾関高文（ザ・ギース）、さいねい龍二、槙尾ユウスケ（かもめんたる） |
| 2019年07月10日 | #149「ひと足早く！これまでの戦い総決算」                                              | ゲスト：佐竹佑一（ボールボーイ）、ゴッホ向井ブルー |
| 2019年07月17日 | #150「スポーツ紙記者大集合!前半戦プレイバック」                                       | ゲスト：前原淳（日刊スポーツ）、柏村翔（サンケイスポーツ）、田中哲（デイリースポーツ）、河合洋介（スポーツニッポン）、田中昌宏（スポーツ報知） |
| 2019年07月24日 | カープ道 夏のスピンオフ企画「高校野球道」「令和の夏！球児たちのドラマを見逃すな!!」   | ゲスト：安藤嘉浩（朝日新聞編集委員）、いけだてつや（高校野球大好き芸人）、迫田穆成（元如水館高校野球部監督） |
| 2019年07月31日 | #151「あの人にファンになって貰いたい!第4弾 前編」                                     | ゲスト：千秋、山本圭壱（極楽とんぼ） |
| 2019年08月21日 | #152「愛しのエルドレッドこぼれ話」                                                    | ゲスト：ブラッド・エルドレッド（元広島東洋カープ） |
| 2019年08月28日 | #153「あの人にファンになって貰いたい!第4弾 後編」                                     | ゲスト：千秋、山本圭壱（極楽とんぼ） |
| 2019年09月04日 | 緊急放送!「エルドレッド引退SP これからもよろしくね!」                                 | ゲスト：ブラッド・エルドレッド（元広島東洋カープ） |
| 2019年09月11日 | #154「ズムスタさんぽ 1回戦」                                                          | ゲスト：吉弘翔（広島ホームテレビアナウンサー）、斉藤亜緒衣（広島ホームテレビアナウンサー） |
| 2019年09月18日 | #155「マニアックカープあるある 2回戦」                                                | 講師：オギリマ サホ（イラストレーター） |
| 2019年09月25日 | #156「ズムスタさんぽ 2回戦」                                                          | ゲスト：吉弘翔（広島ホームテレビアナウンサー）、斉藤亜緒衣（広島ホームテレビアナウンサー） |
| 2019年10月02日 | #157「首都圏マツダスタジアム観戦ツアー」                                              | ゲスト：尾関高文（ザ・ギース） |
| 2019年10月16日 | #158「大胆予想！「カープ道」的ドラフト論2019」                                        | 講師：「野球太郎」編集長 持木秀仁 |
| 2019年10月23日 | #159「セ・リーグ芸人大集合!2019年を振り返ろう!」                                      | ゲスト：カープ芸人 尾関高文（ザ・ギース）、ジャイアンツ芸人 そうすけ、ベイスターズ芸人 吉川正洋（ダーリンハニー）、タイガース芸人 マネモト、ドラゴンズ芸人 つぶやきシロー、スワローズ芸人ゆってぃ |
| 2019年10月30日 | #160 「エルドレッドファミリー思い出の地巡り」                                         | MC：ゴッホ向井ブルー、ゲスト：ブラッド・エルドレッド（元 広島東洋カープ選手（現 球団駐米スカウト）） |
| 2019年11月06日 | #161 「あの人にファンになって貰いたい 第5弾 1回戦」                                   | ゲスト：山本圭壱（極楽とんぼ）、濱口優（よゐこ） |
| 2019年11月20日 | #162 「あの人にファンになって貰いたい 第5弾 2回戦」                                   | ゲスト：山本圭壱（極楽とんぼ）、濱口優（よゐこ） |
| 2019年11月27日 | #163 「カープ道×STU48公開収録」                                                       | ゲスト：瀧野由美子（STU48 / ビール売り子論 講師）、甲斐心愛（STU48） |
| 2019年12月04日 | #164 「鈴木誠也論」                                                                   | 原田尚幸（和光大学教授） |
| 2019年12月11日 | #165 「カープ番記者大集合!2019総決算前半戦」                                          | ゲスト：前原淳（日刊スポーツ）､柏村翔（サンケイスポーツ）､田中哲（デイリースポーツ）､河合洋介（スポーツニッポン）､田中昌宏（スポーツ報知） |
| 2019年12月18日 | #166「カープ番記者大集合!2019総決算後半戦」                                           | ゲスト：前原淳（日刊スポーツ）､柏村翔（サンケイスポーツ）､田中哲（デイリースポーツ）､河合洋介（スポーツニッポン）､田中昌宏（スポーツ報知） |
| 2019年12月28日 | カープ道 年末SP ありがとうエルドレッド〜これからも頼んだぞ!〜                         | ブラッド・エルドレッド（広島東洋カープ 駐米スカウト）、ゴッホ向井ブルー |
| 2020年01月02日 | カープ道新春SP 菊池流おもてなしハワイツアー 赤松さんお疲れさまでした                  | 菊池涼介、赤松真人、山本圭一（極楽とんぼ） |
| 2020年01月15日 | #167 「カープ道かるた」                                                               | 尾関高文（ザ・ギース）、西村真二（ラフレクラン）、野村宗弘（漫画家） |
| 2020年01月22日 | #168 「ジャクソンさんぽⅡ」                                                            | ジェイ・ジャクソン（元広島東洋カープ投手） |
| 2020年01月29日 | #169 「菊池流おもてなしハワイツアーこぼれ話」                                         | 菊池涼介、赤松真人、山本圭一（極楽とんぼ） |
| 2020年02月05日 | #170 「涙と笑いのCarp通訳論 1回戦」                                                   | 西村公良（広島東洋カープ通訳） |
| 2020年02月12日 | #171 「涙と笑いのCarp通訳論 2回戦」                                                   | 西村公良（広島東洋カープ通訳） |
| 2020年02月19日 | #172 「カープ道的日南めぐり」                                                         | ゲスト：土屋誠（広島ホームテレビ）、大重麻衣（広島ホームテレビ） |
| 2020年02月26日 | #173 「ついに呼ばれなくなった芸人 1回戦」                                             | ゲスト：尾関高文（ザ・ギース）、アマレス兄弟、くぼた隆政（いち・もく・さん）、おいらがくさか |
| 2020年03月04日 | #174 「ついに呼ばれなくなった芸人 2回戦」                                             | ゲスト：尾関高文（ザ・ギース）、アマレス兄弟、くぼた隆政（いち・もく・さん）、おいらがくさか |
| 2020年03月11日 | #175 「アイドル的カープ道」                                                           | 花岡なつみ、段原瑠々、寺本莉緒 |
| 2020年03月18日 | #176 「カープ番記者大集合!今季ペナント大胆予想」                                      | ゲスト：時永彰治（中国新聞社）、柏村翔（サンケイスポーツ）、千葉教生（九州スポーツ） |
| 2020年03月25日 | #177 「カープ中継がさらに楽しくなる実況論2020」                                       | 吉弘翔（広島ホームテレビアナウンサー） |
| 2020年04月01日 | #178 「スカウトが語るカープ新戦力分析 1回戦」                                         | 尾形佳紀（広島東洋カープスカウト） |
| 2020年04月08日 | #179 「スカウトが語るカープ新戦力分析 2回戦」                                         | 尾形佳紀（広島東洋カープスカウト） |
| 2020年04月15日 | #180 「街のカープさんお邪魔します!東京編」                                            | - 講師：尾関高文（ザ・ギース） - 街のカープさん：鯉の応援スタジアム COISTA（赤坂） / 株式会社カープ（ドアスコープNo.1メーカー） / お好み焼カープ東京支店（神田） |
| 2020年04月22日 | #181 「緊急企画!あの人今…何してる?」                                                  | |
| 2020年04月29日 | #182 「緊急!?カープ会議」                                                             | 出演：佐竹佑一（ボールボーイ）、ゴッホ向井ブルー、尾関高文（ザ・ギース） |
| 2020年06月03日 | #183 「背番号ルーレット」                                                             | リモート出演：尾関高文（ザ・ギース）、山本圭一（極楽とんぼ） |
| 2020年06月10日 | #184 「今さら聞けない鯉の基本」                                                       | 講師：永山貞義（中国新聞社OB 元運動部長） / 生徒：八幡美咲（広島ホームテレビアナウンサー） |
| 2020年06月17日 | ＃185 「待ちに待った開幕SP？」                                                        | 出演：佐竹佑一（ボールボーイ）・甲斐心愛（STU48）・吉弘翔（広島ホームテレビアナウンサー） |
| 2020年06月24日 | #186 「佐々岡真司監督論」                                                             | 講師：神田康秋（フリーアナウンサー） |
| 2020年07月01日 | #187 「會澤翼論 1回戦」                                                               | 講師：達川光男（カープOB） |
| 2020年07月08日 | #188 「會澤翼論 2回戦」                                                               | 講師：達川光男（カープOB） |
| 2020年07月15日 | #189 「番組史上初!カープ道生放送SP」                                                  | 解説：木村昇吾（カープOB） / リモート出演：山本圭壱（極楽とんぼ） |
| 2020年07月22日 | 高校野球道 「2020球児たちの夏」                                                       | ゲスト：迫田守昭（元新庄高校野球部監督）、かみじょうたけし（高校野球芸人）、安藤嘉浩（朝日新聞編集委員） |
| 2020年08月05日 | #190 「歴代外国人選手SNS 1回戦」                                                      | 講師：尾関高文（ザ・ギース） |
| 2020年08月12日 | #191 「歴代外国人選手SNS 2回戦」                                                      | 講師：尾関高文（ザ・ギース） |
| 2020年09月02日 | #192 「野球帽で紐解く鯉の深い歴史」                                                   | - 講師：コラムニスト 綱島理友 - イラスト提供：イワヰマサタカ |
| 2020年09月09日 | #193 「ポジティブカープ道」                                                           | ゲスト：神田康秋（フリーアナウンサー）、ゴッホ向井ブルー、吉弘翔（広島ホームテレビアナウンサー） |
| 2020年10月07日 | #194 「ポジティブカープ道 2回戦」                                                     | ゲスト：神田康秋（フリーアナウンサー）、ゴッホ向井ブルー、吉弘翔（広島ホームテレビアナウンサー） |
| 2020年10月14日 | #195「大人気VTuber樋口楓 カープ愛を叫ぶ」                                             | 講師：樋口楓（VTuber） |
| 2020年10月21日 | #196「2020カープ道的ドラフト大胆予想」                                                | 講師：持木秀仁（「野球太郎」編集長） |
| 2020年10月28日 | #197「イラストで描く鯉の世界 1回戦」                                                  | ゲスト：さとうもぐも（プロ）、田中聡（プロ）、RICO（アマ）、しまっかーとにー55（アマ） |
| 2020年11月04日 | #198「イラストで描く鯉の世界 2回戦」                                                  | ゲスト：さとうもぐも（プロ）、田中聡（プロ）、RICO（アマ）、しまっかーとにー55（アマ） |
| 2020年11月11日 | #199「アツアツ鯉党大集合！今季プレイバック 1回戦」                                    | ゲスト：徳井義実（チュートリアル）、尾関高文（ザ・ギース）、小倉星羅（フリーアナウンサー） |
| 2020年11月18日 | #200「アツアツ鯉党大集合！今季プレイバック 2回戦」                                    | ゲスト：徳井義実（チュートリアル）、尾関高文（ザ・ギース）、小倉星羅（フリーアナウンサー） |
| 2020年11月25日 | #201「AI配球予測対決」                                                                | ゲスト：前田智徳（カープOB、広島ホームテレビ野球解説者）、里崎智也（元千葉ロッテマリーンズ）、吉弘翔（広島ホームテレビ実況アナウンサー） |
| 2020年12月02日 | #202「AIが導くカープ浮上のカギ」                                                      | ゲスト：美嶋勇太朗、鈴木雄大、浦山峻（ひろしまQuestAI分析コンペアイデア部門入賞者） |
| 2020年12月09日 | #203「データが導くカープ未来予想図」                                                  | 講師：佐々木浩哉（データスタジアム 広報） |
| 2020年12月16日 | #204「マニアックカープあるある3」                                                     | 講師：オギリマサホ（イラストレーター） |
| 2020年12月17日 | 新人王受賞おめでとう森下投手SP〜勝手にお祝いさせてもらいます〜                        | |
| 2020年12月27日 | 新人王受賞おめでとう 森下投手SP 完全版                                                | |
| 2021年01月20日 | ＃205「2021年も大注目！カープビジネス論」                                             | 講師：原田尚幸（和光大学） |
| 2021年01月27日 | ＃206「本人公認!?『すごいぞ！菊池さん 今年も頼んだ!!』前半戦」                        | 菊池組芸人：山本圭壱（極楽とんぼ）、尾関高文（ザ・ギース）、ボールボーイ佐竹、ゴッホ向井ブルー |
| 2021年02月03日 | #207「本人公認!?『すごいぞ！菊池さん 今年も頼んだ!!』後半戦」                         | 菊池組芸人：山本圭壱（極楽とんぼ）、尾関高文（ザ・ギース）、ボールボーイ佐竹、ゴッホ向井ブルー |
| 2021年02月24日 | #208「本人公認!?『すごいぞ！菊池さん 今年も頼んだ!!』延長戦」                         | 菊池組芸人：山本圭壱（極楽とんぼ）、尾関高文（ザ・ギース）、ボールボーイ佐竹、ゴッホ向井ブルー |
| 2021年03月03日 | #209「キャンプ地 日南は今年も熱いゾSP 1回戦」                                         | ゲスト：徳井義実（チュートリアル）、ゴッホ向井ブルー |
| 2021年03月10日 | #210「キャンプ地 日南は今年も熱いゾSP 2回戦」                                         | ゲスト：徳井義実（チュートリアル）、ゴッホ向井ブルー |
| 2021年03月24日 | #211「開幕直前SP!10人に聞きました!!」                                                 | VTR出演：熱血!鯉党アナウンサー 神田康秋（フリーアナウンサー）、元祖カープ芸人 山本圭壱（極楽とんぼ）、森下投手を愛するイラスト作者 RICO（イラストレーター）、新世代カープ女子 こころ（フリータレント）、、名物カープおじさん 沖田彰（カメラマン）、鯉のレジェンド捕手 達川光男（レジェンドキャッチャー）、プロ野球大好き女子アナ 小倉星羅（フリーアナウンサー）、瀬戸田の2軍ウォッチャー 小川瞳（2軍を愛する会「水本の会」発起人）、マニアック情報の宝庫 佐竹佑一（ボールボーイ）、カープを溺愛する放送作家 桝本壮志（鯉のはなシアター支配人） |
| 2021年04月07日 | #212「カープ中継が楽しくなる！実況論2021」                                            | - 講師：吉弘翔（広島ホームテレビアナウンサー） - 特別受講生：八幡美咲（広島ホームテレビアナウンサー） |
| 2021年04月14日 | #213「カープ担当記者大集合！今季を占う」                                              | 辻健治（朝日新聞社）、真田一平（広島アスリートマガジン）、柏村翔（サンケイスポーツ）、八木美佐子（広島ホームテレビアナウンサー） |
| 2021年04月21日 | #214「春の2軍カープ芸人祭り」                                                         | - 準レギュラー？：八幡美咲（広島ホームテレビアナウンサー） - 1軍カープ芸人（元2軍カープ芸人）：ゴッホ向井ブルー - 2軍カープ芸人：アマレス兄弟、くぼた隆政（いち・もく・さん／松竹芸能）、おいらがくさか（吉本興業） |
| 2021年04月28日 | #215「生放送またやっちゃいますSP」                                                    | - スタジオ出演：サンケイスポーツ 柏村翔（カープ番記者歴5年）、横浜DeNAベイスターズ芸人 吉川正洋（ダーリンハニー） - VTR出演：HOMEアナウンサー 廣瀬隼也、前田智徳（プロ野球解説者、カープOB） - 生中継リポーター：カープ芸人ゴッホ向井ブルー 生中継出演：カープ鳥きのした 木下富雄（カープOB）、つばめ交通（カープ号） - 電話出演：カープ道ファミリー 神田康秋（熱血鯉党アナウンサー） |
| 2021年05月19日 | #216「生放送またやっちゃいますSP舞台裏」                                              | |
| 2021年04月14日 | #217「鯉の守護神 栗林論」                                                             | 講師（リモート出演）：山内壮馬（名城大学硬式野球部コーチ） |
| 2021年05月26日 | #218「交流戦特別企画！ カープ×ライオンズ」                                            | リモート出演：春日俊彰（オードリー）、尾関高文（ザ・ギース） |
| 2021年06月02日 | #219「交流戦特別企画！第2弾 カープvsホークス」                                        | リモート出演：岡本先生、沖繁義（九州朝日放送アナウンサー） |
| 2021年06月09日 | #220「交流戦特別企画！第3弾 カープ×オリックス」                                       | リモート出演：安部浩章（タモンズ）、吉弘翔（広島ホームテレビアナウンサー） |
| 2021年06月23日 | #221「チームや選手の特徴をまとめた「野球のトリセツ」について学ぶ」                    | 講師（リモート出演）：カネシゲタカシ（漫画家） |
| 2021年07月06日 | 「カープ応援中継 勝ちグセ。」×「カープ道」コラボ企画                                  | 講師：吉弘翔（ホームテレビアナウンサー） 神田康秋（鯉党アナウンサー） |
| 2021年07月14日 | #222「オールスター直前！歴代スター選手㊙裏話クイズ」                                  | - 講師（リモート出演）：カネシゲタカシ（漫画家） - 生徒：吉弘翔（ホームテレビアナウンサー） |
| 2021年07月21日 | 高校野球道2021                                                                        | 平田耕造（広島国際大学 野球部副部長）、かみじょうたけし（松竹芸能）、安藤嘉浩（朝日新聞 編集委員） |
| 2021年08月11日 | #223「ポジティブカープ道」                                                            | 神田康秋（熱血鯉党アナウンサー）、ゴッホ向井ブルー（カープ芸人）、吉弘翔（HOME実況アナウンサー） |
| 2021年08月18日 | #224「カープファン考」                                                                | ボールボーイ佐竹佑一（自称カープ芸人）、栞、北村淳一郎（Capital編集部） |
| 2021年09月01日 | #225「達川さんに聞きたい10のコト！前半戦」                                            | 達川光男、ゴッホ向井ブルー、八幡美咲（ホームテレビアナウンサー） |
| 2021年09月08日 | #226「達川さんに聞きたい10のコト・後半戦」                                            | 達川光男、ゴッホ向井ブルー、八幡美咲（ホームテレビアナウンサー） |
| 2021年09月15日 | #227「登場曲を知って盛り上がろう！前半戦」                                            | HIPPY（シンガーソングライター）、ボールボーイ佐竹佑一（自称カープ芸人） |
| 2021年09月22日 | #228「登場曲を知って盛り上がろう！後半戦」                                            | HIPPY（シンガーソングライター）、ボールボーイ佐竹佑一（自称カープ芸人） |
| 2021年10月06日 | #229「2021カープ道的ドラフト大胆予想！」                                              | - 講師（リモート出演）：持木秀仁（「野球太郎」編集長） - 生徒：八幡美咲（広島ホームテレビアナウンサー） |
| 2021年10月13日 | #230「2021年カープ道的ドラフト予想 大反省会！」                                       | - 平田耕造（広島国際大学 硬式野球部 部長）、森田和樹（野球雑誌ライター） - リモート出演：持木秀仁（「野球太郎」編集長）、山本圭壱（極楽とんぼ） - 生徒：八幡美咲（広島ホームテレビアナウンサー） |
| 2021年10月20日 | #231「マニアックカープあるある2021」                                                  | 講師（リモート出演）：オギリマ サホ（イラストレーター） |
| 2021年10月27日 | #232「スポーツの秋！元カープトレーナーと美ボディ作り!?」                              | - 講師：後藤将二（元広島東洋カープトレーナー） - 生徒：小嶋沙耶香（ホームアナウンサー） |
| 2021年11月03日 | #233「カープ担当記者大集合！2021総決算 1回戦」                                        | 辻健治（朝日新聞社）、真田 一平（広島アスリートマガジン編集長）、柏村翔（サンケイスポーツ） |
| 2021年11月10日 | #234「カープ担当記者大集合！2021総決算 2回戦」                                        | 辻健治（朝日新聞社）、真田 一平（広島アスリートマガジン編集長）、柏村翔（サンケイスポーツ） |
| 2021年11月17日 | #235「今年ブレイク！林晃汰論」                                                        | 古宮克人（BASEBALIFE代表・元智辯和歌山高校野球部部長兼コーチ） |
| 2021年11月24日 | #236「実況アナ㊙エピソード2021」                                                      | 講師：吉弘翔（HOMEアナウンサー） |
| 2021年12月01日 | #237「カープ大好き芸人と今季を振り返る 前半戦」                                       | 徳井義実（チュートリアル）、西村真二（コットン）、おいらがくさか（カープ芸人） |
| 2021年12月08日 | #238「カープ大好き芸人と今季を振り返る 後半戦」                                       | 徳井義実（チュートリアル）、西村真二（コットン）、おいらがくさか（カープ芸人） |
| 2021年12月15日 | #239「カープ守護神栗林良史投手大絶賛スペシャル」                                      | 達川光男（カープOB）、逢澤崚介（トヨタ自動車硬式野球部 選手）、山内壮馬（名城大学硬式野球部 コーチ） |
| 2022年01月12日 | #240「母校さんぽ 明大先輩後輩対決の裏側」                                             | 尾関高文（ザ・ギース） |
| 2022年01月19日 | #241「データが導くカープの未来予想図2022」                                            | 講師：佐々木浩哉（データスタジアム） |
| 2022年01月26日 | #242「逸材を見極める！スカウト論 1回戦」                                              | 講師：松本有史（カープ東海地区担当スカウト） |
| 2022年02月02日 | #243「逸材を見極める！スカウト論 2回戦」                                              | 講師：松本有史（カープ東海地区担当スカウト） |
| 2022年02月16日 | #244「大注目！”カープ道”的育成選手のススメ」                                          | 講師：ゴッホ向井ブルー 生徒：吉弘翔（HOMEアナウンサー） |
| 2022年02月23日 | #245「大物ゲストとドキドキ初対面 カープキャンプ日南めぐり 前編」                      | 尾関高文（ザ・ギース） |
| 2022年03月02日 | #246「カープキャンプ60周年 日南めぐり後編」                                           | 尾関高文（ザ・ギース） |
| 2022年03月23日 | #247「カープ担当記者大集合！今季を占う 1回戦」                                        | 辻健治（朝日新聞社記者）、真田一平（広島アスリートマガジン編集長）、柏村翔（サンケイスポーツ記者） |
| 2022年03月30日 | #248「カープ担当記者大集合！今季を占う 2回戦」                                        | 辻健治（朝日新聞社記者）、真田一平（広島アスリートマガジン編集長）、柏村翔（サンケイスポーツ記者） |
| 2022年04月06日 | #249「今季楽しくなる！2022年版カープ気になるキーワード 前半戦」                       | 山本圭壱（極楽とんぼ、元祖カープ芸人）、ゴッホ向井ブルー（カープ芸人）、吉弘翔（広島ホームテレビアナウンサー） |
| 2022年04月13日 | #250「今季楽しくなる！2022年版カープ気になるキーワード 後半戦」                       | 山本圭壱（極楽とんぼ、元祖カープ芸人）、ゴッホ向井ブルー（カープ芸人）、吉弘翔（広島ホームテレビアナウンサー） |
| 2022年04月20日 | #251「恩師が語る！坂倉将吾論 1回戦」                                                  | 小倉全由（日本大学第三高等学校 硬式野球部監督） |
| 2022年04月27日 | #252「恩師が語る！坂倉将吾論 2回戦」                                                  | 小倉全由（日本大学第三高等学校 硬式野球部監督） |
| 2022年05月11日 | #253「スポーツイラストレーターが描く鯉の世界」                                        | 講師：りおた（スポーツイラストレーター） |
| 2022年05月18日 | #254「パ・リーグ芸人とトーク交流戦 ロッテ編」                                         | ロッテ大好き芸人 藤田憲右（トータルテンボス） |
| 2022年05月15日 | #255「とにかく明るい安村参戦！トークの交流戦第2弾 日ハム編」                          | 日本ハムファイターズ大好き芸人 とにかく明るい安村 |
| 2022年06月01日 | #256「パ・リーグ芸人とトーク交流戦第3弾 オリックス編にタモンズ安部参戦！」            | オリックス大好き芸人 タモンズ安部浩章 |
| 2022年06月08日 | #257「パリーグ芸人とトーク交流戦 第4弾 西武編 こりゃめでてーな大江 登場」             | 球団お墨付きLions大好き芸人 大江健次（こりゃめでてーな） |
| 2022年06月15日 | #258「ポジティブ鯉党が語る！2022超前半戦」                                            | 神田康秋（フリーアナウンサー）、HIPPY、吉弘翔（ホームテレビアナウンサー） |
| 2022年07月06日 | #259「西川龍馬論」                                                                    | 船越涼太（王子硬式野球部）、辻空（埼玉武蔵ヒートベアーズ）、ボールボーイ佐竹、尾関高文（ザ・ギース） |
| 2022年07月13日 | #260「待望の新加入！秋山翔吾緊急SP」                                                  | 達川光男、木村昇吾、徳井義実（チュートリアル）、大江健次（こりゃめでてーな）、廣瀬隼也（ホームテレビアナウンサー） |
| 2022年07月27日 | #261「カープ道〜前半戦ふりかえり〜」                                                  | 徳井義実（チュートリアル）、ユマ（真ん中）、田中凌（ブルーレディ） |
| 2022年08月10日 | #262「カープ道〜後半戦の楽しみ方〜」                                                  | 徳井義実（チュートリアル）、ユマ（真ん中）、田中凌（ブルーレディ） |
| 2022年08月17日 | #263「西川龍馬論 第2弾」                                                              | 船越涼太（王子硬式野球部）、 辻空（埼玉武蔵ヒートベアーズ）、佐竹佑一（ボールボーイ）、尾関高文（ザ・ギース） |
| 2022年09月07日 | #264「鯉系漫画家」                                                                    | あかぎゆーと（漫画家） |
| 2022年09月14日 | #265「鯉党もG党も楽しめる！ズムスタ観戦のススメ」                                     | 川口和久（カープOB）、はなわ、甲斐心愛（STU48）、尾関高文（ザ・ギース） |
| 2022年09月21日 | #266「鯉党もG党も楽しめる！ズムスタ観戦のススメ 第2弾」                               | 川口和久（カープOB）、はなわ、甲斐心愛（STU48）、尾関高文（ザ・ギース） |
| 2022年10月05日 | #267「小嶋アナも参戦！若鯉も指導を仰ぐトレーナーと美ボディづくり」                    | 高島誠（Macsトレーナールーム） 、小嶋沙耶香（HOMEアナウンサー） |
| 2022年10月12日 | #268「鯉党芸人と今季を振り返り！」                                                    | 山本圭壱（極楽とんぼ）、ボールボーイ佐竹 |
| 2022年10月19日 | #269「カープ道的ドラフト大胆予想」                                                    | 持木秀仁（野球太郎編集長）、今村猛（元広島東洋カープ）、中島尚樹、八幡美咲（広島ホームテレビアナウンサー） |
| 2022年10月26日 | #270「カープ道的ドラフト予想答え合わせ」                                              | 今村猛（カープOB）、持木秀仁（野球太郎編集長）、平田耕造（広島国際大学・野球部副部長）、森田和樹（ライター・編集者）、ゴッホ向井ブルー |
| 2022年11月02日 | #271「カープ道的新井監督勝手に応援SP」                                                | 新丼貴浩、今村猛（カープOB）、安本義幸（中華そばつばめ）、木下富雄（カープ鳥きのした）、吉弘翔アナ（ホームテレビアナウンサー） |
| 2022年11月09日 | #272「新ユニホームで紐解く鯉の歴史」                                                  | 綱島理友（コラムニスト） |
| 2022年11月16日 | #273「マニアックカープあるある2022」                                                  | オギリマ サホ（イラストレーター） |
| 2022年12月07日 | #274「カープ担当記者大集合！2022総決算 前半戦」                                       | 辻健治（朝日新聞社）、畑中祐司（報知新聞）、柏村翔（サンケイスポーツ） |
| 2022年12月14日 | #275「カープ担当記者大集合！2022総決算 後半戦」                                       | 辻健治（朝日新聞社）、畑中祐司（報知新聞）、柏村翔（サンケイスポーツ） |
| 2023年01月18日 | #276「カープ通訳が明かすキーマンの素顔」                                              | 西村公良（広島東洋カープ 通訳）、菊池涼介（広島東洋カープ） |
| 2023年01月25日 | #277「カープ道的 第2の人生応援SP〜前半戦〜」                                          | 安部友裕（元広島東洋カープ）、中田廉（元広島東洋カープ）、戸田隆矢（元広島東洋カープ）、ゴッホ向井ブルー |
| 2023年02月01日 | #278「カープ道的 第2の人生応援SP〜後半戦〜」                                          | 安部友裕（元広島東洋カープ）、中田廉（元広島東洋カープ）、戸田隆矢（元広島東洋カープ）、ゴッホ向井ブルー |
| 2023年02月22日 | #279「カープ道的日南めぐり2023〜前半戦〜」                                            | 山本圭壱（極楽とんぼ） |
| 2023年03月01日 | #280「カープ道的日南めぐり2023〜後半戦〜」                                            | 山本圭壱（極楽とんぼ） |
| 2023年03月30日 | #281 生カープ道 2023開幕直前SP                                                        | 前田智徳（HOMEプロ野球解説）、ザ・ギース尾関、ゴッホ向井ブルー、ブルーレディ田中 |
| 2023年04月06日 | #282「3度目の生放送！大反省会」                                                       | 前田智徳（HOMEプロ野球解説）、ザ・ギース尾関、ゴッホ向井ブルー、ブルーレディ田中 |
| 2023年04月20日 | #283「『あの人にファンになってもらいたい第６弾』前半戦」                              | 小島よしお、ザ・ギース尾関、安部友裕（カープOB） |
| 2023年04月27日 | #284「『あの人にファンになってもらいたい第６弾』後半戦」                              | 小島よしお、ザ・ギース尾関、安部友裕（カープOB） |
| 2023年05月04日 | #285「期待が高まるキーマン！秋山翔吾論1」                                             | 木村昇吾（カープOB）、辻健治（朝日新聞社）、藤木豊（東日本国際大学 野球部監督） |
| 2023年05月11日 | #286「期待が高まるキーマン！秋山翔吾論2」                                             | 木村昇吾（カープOB）、辻健治（朝日新聞社）、藤木豊（東日本国際大学 野球部監督） |
| 2023年05月25日 | #287「パ・リーグ芸人とトークの交流戦 オリックス編」                                   | 安部 浩章（タモンズ） |
| 2023年06月01日 | #288「パ・リーグ芸人とトークの交流戦 日ハム編」                                       | 伊集院光、津島亜由子（フリーアナウンサー） |
| 2023年06月08日 | #289「パ・リーグ芸人とトークの交流戦 楽天編」                                         | 漢咲コータロー、津島亜由子（フリーアナウンサー） |
| 2023年06月15日 | #290「パ・リーグ芸人とトークの交流戦 西武編」                                         | 大江健次（こりゃめでてーな） |
| 2023年07月06日 | 高校野球道「高校野球通が魅力を語りつくす」                                            | 辻 健治（朝日新聞・記者）、かみじょう たけし（高校野球大好き芸人）、平田 耕造（広島国際大学 野球部副部長） |
| 2023年07月13日 | #291「ズムスタの魅力再発見！陳さんぽ」                                                | 陳浚錡（チェン・チュンチー） (カープ球団広報）、岡本愛衣（HOME新人アナウンサー）、野村舞（HOME新人アナウンサー） |
| 2023年07月27日 | #292「後半戦突入！続・新井カープに期待大」                                            | 辻健治（朝日新聞社）、佐久間むつみ（フリーアナウンサー）、榮真樹（HOMEアナウンサー） |
| 2023年08月03日 | #293「新井カープのココがすごいぞ！」                                                  | 辻健治（朝日新聞社）、佐久間むつみ（フリーアナウンサー）、榮真樹（HOMEアナウンサー） |
| 2023年08月10日 | #294「ズムスタの魅力再発見！陳さんぽ 後半戦」                                         | 陳浚錡（チェン・チュンチー） (カープ球団広報）、岡本愛衣（HOME新人アナウンサー）、野村舞（HOME新人アナウンサー） |
| 2023年08月17日 | #295「ファンのお宅、ついて行ってイイですか？」                                        | 尾関 高文（ザ・ギース） |
| 2023年08月23日 | #296「俺たちの新井カープ若鯉論」                                                      | ボールボーイ佐竹、佐久間むつみ（フリーアナウンサー）、廣瀬隼也（HOMEアナウンサー） |
| 2023年09月27日 | #297「芸術の秋！鯉の描き方を学ぼう」                                                  | りおた（スポーツイラストレーター）、あかぎゆーと（鯉党漫画家） |
| 2023年10月04日 | #298「トレーナーと美ボディ作り」                                                      | 高島誠（Mac’s Trainer Room トレーナー）、浅井樹 (カープOB・広島県・中四国女子野球アンバサダー）、小嶋沙耶香（HOMEアナウンサー） |
| 2023年10月11日 | #299「CSから日本一へ！全力大応援」                                                    | 神田康秋（レジェンド実況アナ）、ゴッホ向井（カープ芸人） |
| 2023年10月18日 | #300「カープ屋号 街のカープさんお邪魔します第3弾」                                    | 尾関高文（ザ・ギース） |
| 2023年10月25日 | #301「カープ道的ドラフト大予想2023」                                                  | |
| 2023年11月08日 | #302「鯉党がアツく語る！新井カーププレイバック 前半戦」                               | 中島尚樹（番組MC）、ボールボーイ佐竹、佐久間むつみ（フリーアナウンサー）、持木秀仁（野球太郎編集長）、榮 真樹（HOMEアナウンサー） |
| 2023年11月15日 | #303「鯉党がアツく語る！新井カーププレイバック 後半戦」                               | ボールボーイ佐竹、佐久間むつみ（フリーアナウンサー）、中島尚樹（番組MC）、榮 真樹（HOMEアナウンサー） |
| 2023年12月06日 | #304「番記者と2023年総決算！前半戦」                                                  | 辻健治（朝日新聞社）、前原淳（日刊スポーツ） |
| 2023年12月13日 | #305「番記者と2023年総決算！後半戦」                                                  | 辻健治（朝日新聞社）、前原淳（日刊スポーツ）、ゴッホ向井（カープ芸人） |
| 2023年12月20日 | #306「ファンのお宅、ついて行ってイイですか？第2弾」                                   | 尾関高文（ザ・ギース） |
| 2024年01月24日 | #307「九里亜蓮に聞きたい１０のコト」                                                  | 九里亜蓮（広島東洋カープ）、ボールボーイ佐竹 |
| 2024年01月31日 | #308「日南の日本一にあやかり旅 前半戦」                                               | 山本圭壱（極楽とんぼ）、ｋｊ（ライオンズ大好き芸人） |
| 2024年02月07日 | #309「日南の日本一にあやかり旅 後半戦」                                               | 山本圭壱（極楽とんぼ）、ｋｊ（ライオンズ大好き芸人） |
| 2024年02月14日 | #310「秋山選手とめぐる広島ウイスキーの旅」                                            | 秋山翔吾（広島東洋カープ）、辻健治記者（朝日新聞）、 廣瀬隼也（HOMEアナウンサー） |
| 2024年02月21日 | #311「秋山選手とめぐる広島ウイスキーの旅 後半戦」                                     | 秋山翔吾（広島東洋カープ）、辻健治記者（朝日新聞）、 廣瀬隼也（HOMEアナウンサー） |
| 2024年03月20日 | #312 「ポジティブ鯉党が盛り上げます！ 新井カープは今年もアツいぞ！しゃ！の回 前半戦」 | 神田康秋（フリーアナウンサー）、藤本冬香（SKE48） |
| 2024年03月27日 | #313 「ポジティブ鯉党が盛り上げます！ 新井カープは今年もアツいぞ！しゃ！の回 後半戦」 | 陳浚錡（チェン・チュンチー） (カープ球団広報）、神田康秋（フリーアナウンサー）、藤本冬香（SKE48） |
| 2024年04月10日 | #314「CARP中継が楽しくなる実況論2024」                                                | 廣瀬隼也（HOMEアナウンサー） |
| 2024年04月18日 | #315 生放送！「きょうの戦い振り返りSP」                                               | 新丼貴浩、ゴッホ向井、安部友裕(HOME野球解説)、榮真樹(HOMEアナウンサー) |
| 2024年05月01日 | #316「期待が膨らむ若鯉！田村俊介論」                                                  | 松本有史(広島東洋カープ スカウト)、倉野光生(愛工大名電高野球部監督) |
| 2024年05月08日 | #317「カープ観戦が楽しくなるライバル講座〜ドラゴンズ編〜」                            | 島貫凌（メ～テレ アナウンサー） |
| 2024年05月22日 | #318「パ・リーグ芸人とトークの交流戦〜オリックス編〜」                                | タモンズ安部浩章（オリックス大好き芸人）、ユマ（カープ大好き芸人） |
| 2024年05月29日 | #319「パ・リーグ芸人とトークの交流戦〜ファイターズ編〜」                              | ランパンプス小林良行（ファイターズ大好き芸人）、ユマ（カープ大好き芸人） |
| 2024年06月05日 | #320「パ・リーグ芸人とトークの交流戦〜西武ライオンズ編〜」                            | こりゃめでてーなkj（西武ライオンズ大好き芸人）、津島亜由子（鯉党フリーアナウンサー） |
| 2024年60月12日 | #321「パ・リーグ芸人とトークの交流戦〜楽天イーグルス編〜」                            | 漢咲コータロー(イーグルス大好き芸人)、津島亜由子(鯉党フリーアナウンサー) |
| 2024年06月19日 | #322「鯉の思い出の地めぐり〜栗林良吏編」                                              | 栗林の親友 |
| 2024年06月26日 | #323 「カープ道的鯉の修学旅行」                                                       | 山本圭壱（極楽とんぼ）、西野未姫 |
| 2024年07月17日 | #324「新井カープを支える若き忍者！矢野雅哉論」                                        | ボールボーイ佐竹(カープ芸人)、佐久間むつみ(フリーアナウンサー)、榮真樹(広島ホームテレビ) |
| 2024年07月24日 | #325「新井カープをアツく語ろう！前半戦プレイバック 1」                                | ゴッホ向井(カープ芸人)、あかぎゆーと(鯉党漫画家)、高田萌子(鯉党リポーター) |
| 2024年07月31日 | #326「新井カープをアツく語ろう！前半戦プレイバック 2」                                | ゴッホ向井(カープ芸人)、あかぎゆーと(鯉党漫画家)、高田萌子(鯉党リポーター) |
| 2024年08月28日 | #327「カープ道的本音トーク 秋山翔吾編」                                               | 神田康秋（フリーアナウンサー）、佐久間むつみ（フリーアナウンサー）、廣瀬準也（広島ホームテレビ アナウンサー） |
| 2024年09月04日 | #328「ビールの売り子さん大集結〜売り子論〜」                                          | 高田萌子(タレント・現役 マツダスタジアム売り子)、佐野ユリア(タレント・モデル・元 マツダスタジアム売り子)、西井彩花(番組スタッフカメラマンの娘、元 マツダスタジアム売り子・現役 東京ドーム売り子 楽天モバイルパーク売り子) |
| 2024年09月11日 | #329「生カープ道 深夜にアツく盛り上がっちゃうぞ！」                                   | ゴッホ向井(カープ芸人)、安部友裕(HOME野球解説)、榮真樹(HOMEアナウンサー) |

## スタッフ
- CG：邉見省吾
- MA：米元得善
- カメラ：竹井正二、船津雅敏、清水達也
- 構成：桜井智宏
- 音声：桑原智美、田中征吾、清水良樹、佐々木洋治
- AD：永田千紘
- ディレクター：永松雄輔、佐々木慧
- プロデューサー：園田太郎・岩崎博史 → 徳永信三・岩崎博史→石川健朗・岩崎博史
- エグゼクティブプロデューサー：園田太郎

- ナレーター：清永敏裕
- テーマ曲：Yarukist
- 題字：鴨山友絵
- 広報：牧之内薫・反田千佳子 → 牧之内薫 → 安村遼太郎→三井英勝
- 編成：土屋誠→野中保宏
- コンテンツ：襟立大貴・斎藤彩→襟立大貴・岡京子
- 制作協力：EZMホームテレビ映像
- 制作著作：広島ホームテレビ

過去のスタッフ
- CG：西村裕美
- MA：竹腰美菜香
- 編成：河野高峰
- コンテンツ：斉藤訓司
- AD：藤本益乃介、安平愛
- ディレクター：尾崎雄介、間田和也、杉本拓也、大西勇輔、中垣順一
- AD：間田和也（→ディレクター）
- AP：徳永信三（→プロデューサー）
- 編集：田中実生（ありがとう新井さんSP）

2019年01月05日 カープ道SP HOLA（オラ）!ドミニカ 〜鯉魂あふれる灼熱の島へ行ってきたぞ!〜
- コーディネーター：日高守
- 翻訳：井上博夫
- 協力：広島東洋カープ

## 公開収録
生徒（MC）：中島尚樹
| 開催日         | タイトル | 会場                                                           | 出演 |
| -------------- | --- | -------------------------------------------------------------- | --- |
| 2016年04月10日 | カープ道 第1回ファンの集い＠東京・TAU                                                                                      | 東京・銀座 ひろしまブランドショップTAU                         | ザ・ギース尾関高文、大井智保子 |
| 2016年09月04日 | カープ道 公開収録 | ソシオ広駅前 特設ステージ                                      | ザ・ギース尾関高文、ボールボーイ佐竹 |
| 2016年11月26日 | ぽるフェス2016 MIC Presents カープ道                                                                                       | 基町クレド・パセーラ 1F ふれあいひろば                         | 前田智徳（カープOB） |
| 2017年04月16日 | キリン「のどごしスペシャルタイム」 カープ道公開収録 「こんな強すぎるカップは嫌いだ!!」他球団を愛する芸人たちがカープを語る | 紙屋町シャレオ中央広場                                         | ジャイアンツ芸人 ねづっち、ヤクルト芸人 ラブレターズ溜口佑太朗 |
| 2017年05月13日 | ぽるぽる祭りin春日野 カープ道トークショー                                                                                  | ぽるぽる住宅展示場2017                                         | ザ・ギース尾関高文、さいねい龍二、松村邦洋 |
| 2017年07月30日 | カープ道公開収録 元祖カープ芸人 だから鯉党はやめられない（仮）                                                             | 広島・イオンモール広島祇園店 エキチカコート                    | 山本圭壱（極楽とんぼ）、菜乃花 |
| 2017年10月29日 | ぽるフェス2017 人気番組コラボ公開収録「カープ道」×「恋とか愛とか（仮）」                                                   | 紙屋町シャレオ中央広場                                         | 西村真二（ラフレクラン） 尾関高文（ザ・ギース） |
| 2017年11月11日 | ぽるぽるまつり カープ道公開収録                                                                                            | 春日野ぽるぽる住宅展示場                                       | 杉原杏璃、レッド吉田 |
| 2017年11月25日 | このまち思いエネルギー。ガス展2017 カープ道公開収録 中島尚樹＆ねづっち＆ザ・ギース尾関                                     | 広島グリーンアリーナ                                           | ねづっち、ザ・ギース尾関高文 |
| 2017年11月26日 | カープ道公開収録 | パルティ・フジ坂 駐車場内特設ステージ                          | 北別府学、山本圭壱（極楽とんぼ） |
| 2018年02月10日 | JA三次キッズまつり2018 カープ道 番組公開収録                                                                               | 三次CCプラザ プラザホール                                      | 梵大英（専法寺 副住職）、シソンヌ |
| 2018年03月24日 | せとうち旅グセ。フェスタ カープ道 番組公開収録                                                                             | 旧広島市民球場跡地                                             | 桝本壮志、極楽とんぼ山本圭壱、ザ・ギース尾関高文 |
| 2018年10月07日 | 会えるテレビ HOMEぽるフェス2018 エディオン Presents 『カープ道』公開収録 「あの人にファンになって貰いたい」                | 基町クレド 11F                                                 | 極楽とんぼ（加藤浩次、山本圭壱） |
| 2018年11月23日 | 「カープ道」公開収録 2018セ・リーグを振り返る!!「こんな強すぎるカープは嫌だ」                                              | ひろしまブランドショップTAU                                    | - カープ芸人：ザ・ギース尾関 - ヤクルト芸人：ラブレターズ溜口 - ジャイアンツ芸人：ねづっち - ベイスターズ芸人：ダーリンハニー吉川 - ドラゴンズ芸人：つぶやきシロー - タイガース芸人：マネモト - 山中秀樹（元フジテレビアナウンサー、プライベートで観覧希望に応募して当選し客席にいたところを登壇） |
| 2019年03月23日 | エールエールA館 開店20周年イベント カープ道 番組公開収録                                                                   | 広島駅南口地下広場                                             | - スペシャルゲスト：磯山さやか - ゲスト：ザ・ギース尾関高文 |
| 2019年03月24日 | せとうち旅グセ。フェスタ カープ道 番組公開収録                                                                             | 旧広島市民球場跡地                                             | ココリコ遠藤章造、極楽とんぼ山本圭壱、あらきあきゆき |
| 2019年04月28日 | カープ道 番組公開収録 | イオンモール広島祇園                                           | 堂珍嘉邦（CHEMISTRY）、津島亜由子（フリーアナウンサー） |
| 2019年06月22日 | カープ道 番組公開収録 ここまでの戦い振り返ります!!                                                                         | 紙屋町シャレオぽるぽるスタジオ                                 | ボールボーイ佐竹、ゴッホ向井ブルー |
| 2019年09月15日 | Carp×中国電力 首都圏マツダ スタジアム観戦ツアー2019 カープ道 番組公開収録「セ・リーグ芸人大集合!2019年を振り返ろう!」      | ホテルグランヴィア広島                                         | - カープ芸人 尾関高文（ザ・ギース） - ジャイアンツ芸人 そうすけ - ベイスターズ芸人 吉川正洋（ダーリンハニー） - タイガース芸人 マネモト - ドラゴンズ芸人 つぶやきシロー - スワローズ芸人 ゆってぃ                                                                                                  |
| 2019年10月19日 | HOMEぽるフェス大人博2019 カープ道 番組公開収録「あの人にファンになって貰いたい!」                                          | 紙屋町シャレオ 中央広場                                        | 極楽とんぼ山本圭壱、濱口優（よゐこ）、ユウグレイト |
| 2023年04月02日 | カープ道公開収録 | イオンモール広島府中                                           | 小島よしお、ザ・ギース尾関 |
| 2023年12月17日 | 「カープ道」公開収録 九里 亜蓮投手 スペシャルトークショー                                                                  | イオンモール広島府中 1F ROJIダイニング内ステージ（ROJIのおと） | ボールボーイ佐竹 |

## イベント
- カープ道的 安部友裕の家族野球教室（2023年4月1日、イオンモール広島府中）

## 関連番組
- カープ道クラシック（2019年3月 - 、広島ホームテレビ）不定期放送
  - 過去の放送回を再放送

## ぽるぽるLIVE 生配信
- カープ優勝パレードの前の午前9時から10時30分（2016年11月5日）
- 日南 カープトーク（2018年2月）
- 特番 カープ道的雑談会 in ぽるぽるLIVE（2018年5月3日あさ8時30分 - ）中島尚樹、極楽山本、ギース尾関
- 特番 カープ道的雑談会（2018年6月25日、シャレオより生配信、19時 - ）中島尚樹、極楽山本、ギース尾関
- 特番 カープ道的雑談会 in ぽるぽるLIVE（2018年8月21日22時 - ）中島尚樹、極楽山本、吉弘翔、中西希、斉藤亜緒衣
- 特番 カープ道的雑談会 in ぽるぽるLIVE（2018年9月12日22時 - ）中島尚樹、極楽山本、吉弘翔、斉藤亜緒衣
- 特番 勝ちグセ。カープ道優勝SP（2018年9月27日22時 - ）